# Гаррісбург (Міссурі)
Гаррісбург (англ. Harrisburg) — селище (англ. village) в США, в окрузі Бун штату Міссурі. Населення — 271 особа (2020).

## Географія
Гаррісбург розташований за координатами 39°8′25″ пн. ш. 92°27′34″ зх. д. / 39.14028° пн. ш. 92.45944° зх. д. (39.140237, -92.459559).  За даними Бюро перепису населення США в 2010 році селище мало площу 1,95 км², з яких 1,94 км² — суходіл та 0,01 км² — водойми.

## Демографія
Згідно з переписом 2010 року, у місті мешкало 266 осіб у 101 домогосподарстві у складі 74 родин. Густота населення становила 136 осіб/км².  Було 121 помешкання (62/км²).
Расовий склад населення:
| - 97,0 % — білих - 0,4 % — корінних американців - 0,4 % — чорних або афроамериканців |

До двох чи більше рас належало 2,3 %. Частка іспаномовних становила 0,4 % від усіх жителів.
За віковим діапазоном населення розподілялося таким чином: 33,5 % — особи молодші 18 років, 57,1 % — особи у віці 18—64 років, 9,4 % — особи у віці 65 років та старші. Медіана віку мешканця становила 29,8 року. На 100 осіб жіночої статі у місті припадало 84,7 чоловіків;  на 100 жінок у віці від 18 років та старших — 82,5 чоловіків також старших 18 років.
Середній дохід на одне домашнє господарство  становив 55 101 долар США (медіана — 47 083), а середній дохід на одну сім'ю — 60 441 долар (медіана — 52 813). Медіана доходів становила 38 523 долари для чоловіків та 33 750 доларів для жінок. За межею бідності перебувало 9,5 % осіб, у тому числі 11,6 % дітей у віці до 18 років та 6,7 % осіб у віці 65 років та старших.
Цивільне працевлаштоване населення становило 158 осіб. Основні галузі зайнятості: освіта, охорона здоров'я та соціальна допомога — 31,6 %, мистецтво, розваги та відпочинок — 17,7 %, науковці, спеціалісти, менеджери — 10,8 %, роздрібна торгівля — 10,1 %.